# Timeless Records
Timeless Records ist ein niederländisches Jazz-Plattenlabel, das 1975 gegründet wurde.
Timeless Records wurde 1975 in Wageningen von dem Impresario Wim Wigt gegründet. Es ist auf den Modern Jazz spezialisiert, hat aber auch Aufnahmen von Dixieland Jazz bis Swing im Programm. Timeless Records, das auch die Sublabel Limetree Records und World Wide Jazz umfasst, vertreibt auch die Musik zahlreicher Kleinlabel wie Archeophone Records, Jazz Oracle, Little Beat Records, Sunny und Upbeat.
Das Plattenlabel veröffentlichte Aufnahmen der Timeless All Stars, eine lose zusammengesetzte Jazz-Formation, der Harold Land, Curtis Fuller, Bobby Hutcherson, Cedar Walton, Buster Williams und Billy Higgins angehörten. Diese Gruppe nahm auch 1982/83 einige Alben für das Label auf und tourte regelmäßig in Europa.
Timeless Records veröffentlichte Musik von US-amerikanischen Musikern wie George Adams, Chet Baker, Art Blakey, Kenny Drew senior, Bill Evans, Tommy Flanagan, Don Friedman, Lionel Hampton, Peanuts Hucko, Hank Jones, Kirk Lightsey, Pharoah Sanders, Archie Shepp, McCoy Tyner (Bon Voyage, 1987), Cedar Walton, Ben Webster und Jessica Williams, die zu einem guten Teil im Studio 44 von Max Bolleman entstanden.
Auf Timeless erschienen auch Aufnahmen von europäischen Musikern wie der Dutch Swing College Band, Acker Bilk, Chris Barber, Urs Leimgruber, Tete Montoliu, Philip Catherine, Eugen Cicero und des in Europa lebenden Südafrikaners Harold Jefta sowie niederländischer Musiker, wie Rein de Graaff, Dick Vennik, Gijs Hendriks, Rob van den Broeck, Maarten van Norden, Harry Verbeke, Steve Houben, Huub Janssen, Hein van der Gaag und Diederik Wissels.